# Rue des Trois-Frères-Carasso
Pour la rue parisienne, voir Rue des Trois-Frères.
La rue des Trois-Frères-Carasso est une voie marseillaise.

## Situation et accès
Cette rue située dans le 4e arrondissement de Marseille. Elle prolonge la rue du Docteur-Acquaviva à partir du boulevard de la Blancarde jusqu’à la place Pierre-Brossolette. Elle se trouve dans le quartier des Cinq-Avenues et est parallèle au boulevard Françoise-Duparc sur toute sa longueur. La rue mesure 428 mètres de long pour 10 mètres de large.

## Origine du nom
La rue doit son nom à trois frères morts pendant la Seconde Guerre mondiale : Jean Carasso, âgé de 31 ans, fusillé au mont Valérien le 20 octobre 1943, René Carasso, âgé de 22 ans, déporté en Allemagne et porté disparu ainsi que Roger Carasso, âgé de 17 ans, tué en combat place Castellane le 22 août 1944 à Marseille.

## Historique
La rue est classée dans la voirie de Marseille par décret municipal du 28 avril 1855.
Un jardin botanique se trouvait au XVIIIe siècle dans le domaine des anciens Chartreux, d'où l'ancien nom de la rue (rue du Jardin-des-Plantes). Ce jardin est détruit en 1858 pour la construction de la ligne de Marseille-Saint-Charles à Vintimille.
Le nom est choisi par délibération du Conseil municipal du 27 juillet 1946. Elle s'appelait auparavant « Rue du Jardin-des-Plantes ».

## Bâtiments remarquables et lieux de mémoire
- À l’angle avec la rue du Jarret se trouve l’église des Dominicaines de la Présentation.